# Bart Dochy
Bart Dochy (Izegem, 29 oktober 1972) is een Belgische politicus voor CD&V. Hij is burgemeester van Ledegem.

## Biografie
Dochy is een landbouwerszoon uit Sint-Eloois-Winkel, een deelgemeente van Ledegem. Hij ging er naar de plaatselijke vrije basisschool en vervolgde de middelbare school aan het Vrij Landbouwinstituut Roeselare, met de bedoeling landbouwer te worden. Daarna studeerde hij van 1990 tot 1994 voor industrieel ingenieur landbouw aan de hogeschool CTL in Gent. Na zijn studies werkte hij eerst enkele maanden bij veevoederfabrikant Versele-Laga als technisch commercieel vertegenwoordiger in de sector varkenshouderij. Begin 1995 ging hij als landbouwconsulent bij de Boerenbond werken. Van 1998 tot 2006 was hij voor de Boerenbond en Landelijke Gilden West-Vlaanderen provinciaal verantwoordelijke. Omwille van zijn politieke carrière werkte hij van 2007 tot 2014 als halftijds consulent bij de Boerenbond.
Zijn overgrootvader Honoré Vanderstichele was in de jaren 1920 schepen in Sint-Eloois-Winkel en zijn vader Frans zat in de jaren 80 een legislatuur in de gemeenteraad in Ledegem. Ook Bart Dochy ging in de Ledegemse gemeentepolitiek en werd er in 1995 bestuurslid van de lokale CVP-afdeling en later ook van het provinciaal partijbestuur. 
Hij nam deel aan de gemeenteraadsverkiezingen van 2000 op de lijst CVP-VD. Dochy werd verkozen en zetelde zo vanaf 2001 als gemeenteraadslid. Hij werd fractievoorzitter van de partij. Bij de verkiezingen van oktober 2006 was hij lijsttrekker en haalde hij meer dan 2400 voorkeurstemmen. CD&V-VD haalde een volstrekte meerderheid en zo werd Dochy begin 2007 burgemeester van Ledegem.
Dochy nam deel aan de Europese verkiezingen van 2004 als tweede opvolger op de lijst CD&V/N-VA en haalde er meer dan 35.000 stemmen. Bij de Europese verkiezingen van 2009 was hij eerste opvolger op de CD&V-lijst en haalde 39.589 voorkeurstemmen.
Bij de gemeenteraadsverkiezingen van 2012 behaalde hij een recordscore van 3774 voorkeurstemmen en breidde zijn volstrekte meerderheid uit van 12 naar 17 zetels. Bij de Vlaamse verkiezingen van 25 mei 2014 werd hij vanop de 2de plaats met 24920 voorkeurstemmen verkozen voor de kieskring West-Vlaanderen. Hij werd er in de legislatuur 2014-2019 onder meer tweede ondervoorzitter van de commissie Landbouw, Visserij en Plattelandsbeleid, vast lid van de commissie Bestuurszaken, Binnenlands Bestuur, Inburgering en Stedenbeleid  en plaatsvervangend lid van de commissie Leefmilieu, Natuur, Ruimtelijke Ordening, Energie en Dierenwelzijn.
Bij de gemeenteraadsverkiezingen van 2018 behaalde zijn lijst 77,1 procent van de stemmen (het hoogste percentage van alle gemeenten in Vlaanderen), hijzelf een persoonlijke score van 3750 voorkeurstemmen en kreeg zijn lijst nog een zetel bij, zodat zijn meerderheid nu 18 zetels op 21 had. Zo kon hij, samen met zijn team, een derde opeenvolgende ambtstermijn als burgemeester aanvatten.
Bij de Vlaamse verkiezingen van 26 mei 2019 stond hij weer op de tweede plaats van de West-Vlaamse CD&V-lijst voor het Vlaams Parlement. Hij werd opnieuw verkozen met 24605 voorkeurstemmen. In legislatuur 2019-2024 werd hij aangeduid als voorzitter van de commissie Landbouw, Visserij en Plattelandsbeleid en zetelde hij als vast lid in de commissie voor Brussel, Vlaamse Rand en Dierenwelzijn.
Voor de Vlaamse verkiezingen van 9 juni 2024 stond hij opnieuw op de tweede plaats op de Vlaamse lijst van cd&v West-Vlaanderen en werd hij met 26487 voorkeurstemmen verkozen voor een derde termijn in het Vlaams Parlement. Dochy bleef er voorzitter van de commissie Landbouw, Visserij en Plattelandsbeleid en werd daarnaast vast lid van de commissie Leefmilieu, Natuur en Ruimtelijke Ordening.
Bij de gemeenteraadsverkiezingen van 13 oktober 2024 verlengde hij zijn mandaat als burgemeester en haalde zijn Lijst van de Burgemeester 81,7 % van de stemmen en 18 zetels op 21.